# طواف إقليم الباسك 2011
طواف إقليم الباسك 2011 هو سباق دراجات هوائية، تكون السباق من 6 مراحل وامتدّ لمسافة 874.2 كم بسرعة 39.373 كم/س، استغرق السباق 22 ساعة 12 دقيقة 11 ثانية. فاز به الألماني أندرياس كلودن.